# Лангепас
Лангепас (на руски: Лангепас) е град в Русия, разположен в Ханти-Мансийски автономен окръг - Югра, Тюменска област, Уралски федерален окръг. Населението на града към 1 януари 2018 година е 44 108 души.

## История
За пръв път селището е упоменато през 1969 година, основано е през 1980 година, а през 1985 година получава статут на град.